# Der Mantel (Gogol)
Der Mantel (russisch Шинель, Schinel) ist der Titel einer 1842 erschienenen Novelle von Nikolai Gogol. Sie gehört zu den Petersburger Novellen.

## Beschreibung
Erzählt wird die tragische und zugleich komische Geschichte von Akakij Akakijewitsch und dem Aufstieg einer unbedeutenden zu einer bedeutenden Person. Akakij Akakijewitsch, dessen Leben bereits mit einer bezeichnenden Namensgebung und Taufe beginnt, führt ein tristes, einsames Leben in Sankt Petersburg. Er ist mit Leib und Seele Beamter, genauer gesagt: Kopist. Der Beruf des Abschreibens füllt sein ganzes Leben aus. Er ist davon so begeistert, dass er sogar Lieblingsbuchstaben hat. Zeitweise arbeitet er zwar abends zu Hause weiter, aber am gesellschaftlichen Leben nimmt er nicht teil. Von seinem Arbeitskollegen wird er nur verspottet, was er jedoch ignoriert bzw. gar nicht wahrnimmt. 
Sein Leben ändert sich erst, als er beschließt, sich einen neuen Mantel zu leisten. Nach langem Sparen (und Hungern) hält Akakij Akakijewitsch endlich seinen neuen Mantel in den Händen. Der Mantel verwandelt Akakij Akakijewitsch sowohl äußerlich als auch innerlich.
Er nimmt plötzlich das Leben um sich herum wahr und wird auch von anderen wahrgenommen. Seine Kollegen veranstalten dem neuen Mantel zu Ehren sogar eine kleine Feier. Akakij wird dazu zwar herzlich empfangen, ebenso schnell verlieren die Gäste jedoch auch wieder das Interesse an ihm.
Auf dem Heimweg wird er überfallen. Dabei schlägt ihn der unbekannte Täter zusammen und stiehlt ihm den Mantel. In der Hoffnung, seinen Mantel wiederzubekommen, wendet sich Akakij Akakijewitsch an eine höhere Stelle, wird jedoch brutal zurückgewiesen und niedergemacht. An dieser Stelle beginnt sein geistiger Verfall, und er stirbt kurz darauf an den Qualen, seinen geliebten Mantel nicht zurückbekommen zu haben. Zugleich ist dies auch die Stelle, an der die realistische Handlung vom Leben des Akakij Akakijewitsch endet. Der Verstorbene geistert nun an der Kalinkinbrücke herum und versucht, die Mäntel vorbeikommender Passanten zu stehlen. Die Polizei verfügt daraufhin, dass der Tote zu fangen sei, was jedoch nicht ganz gelingt.
Schließlich erschreckt der tote Akakij Akakijewitsch den Beamten, der ihn abgewiesen hat, und eignet sich dessen Mantel an. Von da an zeigt sich der Geist nach Angabe des Erzählers nicht mehr, jedoch wird von „geschäftigen Leuten“ weiterhin von Erscheinungen berichtet. Am Ende des Textes verfolgt ein Wachtposten das angebliche Gespenst, das ihn schließlich einschüchtert und in die Flucht schlägt; es hat jedoch keine Ähnlichkeit mit Akakij Akakijewitsch.
Eine genauere Lektüre der Erzählung ergibt, dass sich das Leben von Akakij Akakijewitsch durch den Erwerb des Mantels aller Hoffnung zum Trotz nicht wesentlich ändert. Sein neuer Mantel findet zwar Beachtung, er selbst jedoch nicht. Verkörperte er schon zu Lebzeiten das paradigmatische Rädchen im System, so macht die Wandlung zum Gespenst das Nichtvorhandensein jeglicher Individualität vollends kenntlich. Das Gespenst verliert allmählich seine Akakij-Identität, wird irgendjemand Unbestimmtes und gleicht sich den Räubern an, die zuvor Akakij den Mantel geraubt haben.
Gogols Novelle übte einen großen Einfluss auf die russische Literatur aus. Dostojewski verarbeitet das Motiv des „armen Beamten“ unter anderem in seinen beiden Erstlingswerken Arme Leute und Der Doppelgänger.

## Verfilmungen
- 1926: Der Mantel (Schinel) – Regie: Grigori Kosinzew und Leonid Trauberg
- 1952: Der Mantel (Il cappotto) – Regie: Alberto Lattuada
- 1954: The Awakening – Regie: Michael McCarthy; mit Buster Keaton in einer Sprechrolle
- 1959: Gestohlenes Leben (Schinel) – Regie: Alexei Batalow
- Seit 1981: Der Mantel (Trickfilm, unvollendet) – Regie: Juri Norstein

## Dramatisierungen
- 1951, Wiederaufnahme 1958 Compagnie de Mime Marcel Marceau mit Jean Soubeyran